# قائمة مفتي الديار المصرية
أنشأت دار الإفتاء المصرية في 12 نوفمبر 1895 الموافق جمادى الآخرة 1313 هـ وذلك بالأمر الصادر من خديوي مصر عباس حلمي الثاني. وتولّى منصب مفتي الديار حتى الآن 20 مفتيًا.

## مفتو الديار المصريّة
| الترتيب       |  | الشيخ                     | المذهب | مدة منصب المفتي                             | من مؤلفاته | ملاحظات |
| ------------- |  | ------------------------- | ------ | ------------------------------------------- | --- | --- |
| 1             |  | حسونة النواوي             | حنفي   | من: 1312 هـ/ 1895 م حتى: 1316 هـ/1899 م     | - سلم المسترشدين في أحكام الفقه والدين (جزئين). | - ولد بقرية نواي، محافظة أسيوط، مصر. - حفظ القرآن الكريم، ثم التحق بالأزهر، وتلقى دروسه يد علماء أمثال الشيخ شمس الدين الأنبابي، واستمر في دراسته حتى حصل على شهادة العَالِمية. - دّرس الفقه بمسجد محمد علي بالقلعة بجانب تدريسه له بالأزهر، وعُيِّن بجانب ذلك أستاذاً للفقه بكلية دار العلوم وكلية الحقوق. - انتدب وكيلا للأزهر، وذلك لمرض الشيخ الإنبابي وعجزه عن مباشرة مهام عمله. ثم صدر قرار بتعيين لجنة لمعاونته في إصلاح شئون الأزهر. - عُيِّن عضواً دائماً غير قابل للعزل بمجلس شورى القوانين. - تولى منصب الإفتاء بالإضافة إلى مشيخة الأزهر، وأصدر 287 فتوى. |
| 2             |  | محمد عبده                 | حنفي   | (1317 هـ - 1323 هـ / 1899 - 1905)           | - رسالة الواردات. - حاشية على شرح الدواني. - العقيدة المحمدية. - شرح كتاب نهج البلاغة . - رسالة التوحيد. - شرح كتاب نهج البلاغة. - شرح مقامات بديع الزمان الهمذاني. - شرح كتاب البصائر النصيرية. - تقرير في إصلاح المحاكم الشرعية. | - ولد بقرية محلة نصر، مركز شبراخيت، محافظة البحيرة، مصر. - عمل بالأزهر، ومدرسة دار العلوم، ومدرسة الألسن، ورأس تحرير جريدة الوقائع المصرية. - عُيِّن عضواً في المجلس الأعلى للمعارف العمومية. - عُيِّن قاضيًا بالمحاكم الشرعية، ثم مستشارًا لمحكمة الاستئناف، ثم عضوًا بمجلس إدارة الأزهر. - عُيِّن عضوًا بمجلس شورى القوانين. - انتخب رئيسًا للجمعية الخيرية الإسلامية عام 1900م. - كأن أول مفتي مستقل عن مشيخة الجامع الأزهر. |
| 3             |  | بكري الصدفي               |        | (1323 هـ - 1333 هـ / 1905 - 1914)           | لم يترك إلا عددًا من الأبحاث التي لم تنشر. | - ولد بمدينة صدفا، محافظة أسيوط، مصر. - تأثر بأبيه الشيخ محمد عاشور الصدفي، وأكتسب عنه الكثير من علمه وفضله. - كلف من شيخ الأزهر المهدي العباسي بالتدريس في الأزهر. - أصدر 1180 فتوى. |
| 4             |  | محمد بخيت المطيعي         | حنفي   | (1334 هـ - 1338 هـ / 1915 - 1920)           | - حاشية على شرح الدردير على الخريدة البهية. - إرشاد الأمة إلى أحكام الحكم بين أهل الذمة. - حسن البيان في إزالة بعض شبه وردت على القرآن. - القول الجامع في الطلاق البدعي والمتتابع. - إزاحة الوهم وإزالة الاشتباه عن رسالتي الفونوغراف والسوكرتاه. - الكلمات الحسان في الحروف السبعة وجمع القرآن. | - ولد بقرية المطيعة، محافظة أسيوط، مصر. - حفظ القرآن الكريم، ثم التحق بالأزهر، وتلقى دروسه يد علماء أمثال الشيخ محمد عليش، وعبد الرحمن الشربيني، واستمر في دراسته حتى حصل على شهادة العَالِمية. - دّرس علوم الفقه والتوحيد، وعُيِّن قاضيًا للقليوبية، ثم للمنيا، ثم انتقل لبورسعيد، ثم السويس، ثم الفيوم، ثم أسيوط. - عُيِّن مفتشًا شرعيًّا بنظارة الحقانية، وعُيِّن قاضيًا لمدينة الإسكندرية، ورئيسًا لمجلسها الشرعي. - عُيِّن عضوًا أول بمحكمة مصر الشرعية، ثم رئيسًا للمجلس العلمي، ثم رئيسًا لمحكمة الإسكندرية الشرعية، ثم لإفتاء نظارة الحقانية. |
| 5             |  | محمد إسماعيل البرديسي     |        | (1338 هـ - 1339 هـ / 1920 - 1921)           | لم يعثر على مؤلفات له. | - ولد بمدينة جرجا، محافظة سوهاج. - عُين موظفًا قضائيًّا، ثم قاضيًا، ثم مفتشًا. - تولى منصب نائب محكمة مصر الشرعية العليا. - أصدر 206 فتوى. |
| 6             |  | عبد الرحمن قراعة          |        | (1339 هـ - 1346 هـ / 1921 - 1928)           | - بحثٌ في النذور وأحكامها. بَيَّن فيه أحكام النذور في الشريعة الإسلامية، وما يتعلق بها من حِلٍّ وحرمة وصحة وبطلان. | |
| 7             |  | عبد المجيد سليم           | حنفي   | من: 1346 هـ/1928 م حتى: 1365 هـ/1946 م      | - رسالة الأزهر في العصر الحديث (مقالات). | - ولد في قرية ميت شهالة بمحافظة المنوفية. - درس الفقه على المذهب الحنفي، تتلمذ علي يد الشيخ محمد عبده، والشيخ حسن الطويل، والشيخ أحمد أبو خطوة. - تأثر بآراء ابن تيمية وابن قيم الجوزية، وعمل بالتدريس بالمعاهد الأزهرية ثم بمدرسة القضاء الشرعي، كما عمل قاضياً في المحاكم الشرعية ثم عمل بالإفتاء. - تولى مشيخة الأزهر مرتين الأولى في عام 1369هـ/1950م خلفاً للشيخ محمد مأمون الشناوي، واستقال منها في العام التالي وخلفه الشيخ إبراهيم حمروش، والثانية في عام 1371هـ/1952م، ثم استقال منها في العام نفسه بعد مرور ستة أشهر وخلفه الشيخ محمد الخضر حسين. |
| 8             |  | حسنين محمد مخلوف          |        | (1365 هـ - 1369 هـ / 1946 - 1950)           | | |
| 9             |  | علام نصار                 |        | (1369 هـ - 1371 هـ / 1950 - 1952)           | | |
| المرة الثانية |  | حسنين محمد مخلوف          |        | (1371 هـ - 1373 هـ / 1952 - 1954)           | | تولى المنصب للمرة الثانية |
| 10            |  | حسن مأمون                 |        | (1374 هـ - 1383 هـ / 1955 - 1964)           | - الجهاد في الإسلام - دراسات وأبحاث فقهية متنوعة - الفتاوى | - ولد في 9 ذي الحجة 1311هـ/ 12 يونيو 1894م بحي الخليفة بالقاهرة. - صدر مرسوم ملكي بتعيينه قاضياً لقضاة السودان في 5 ذي الحجة 1359هـ/ 3 يناير 1941م. - عيّن مفتياً للديار المصرية ثم شيخًا للأزهر. |
| 11            |  | أحمد محمد عبد العال هريدي |        | (1379 هـ - 1389 هـ / 1960 - 1970)           | | |
| 12            |  | محمد خاطر محمد الشيخ      |        | (1389 هـ - 1398 هـ / 1970 - 1978)           | | |
| 13            |  | جاد الحق علي جاد الحق     |        | (1398 هـ - 1402 هـ / 1978 - 1982)           | - ادع إلى سبيل ربك - ونفس وما سواها - الختان - الحكم الشرعي في التدخين - من أحكام القرآن وعلومه - رسالة في الاجتهاد وشروطه ونطاقه والتقليد والتخريج - الطفولة في ظل الشريعة الإسلامية - قدسية الحرمين الشريفين | - ولد بقرية بطرة مركز طلخا بمحافظة الدقهلية. - اختير في عام 1398هـ/ 1978م مفتياً لمصر. - عين عضواً بمجمع البحوث الإسلامية، ثم وزيراً للأوقاف في عام 1402هـ/ 1982م، وفي العام نفسه تم تعيينه شيخاً للأزهر. |
| 14            |  | عبد اللطيف عبد الغني حمزة |        | (1402 هـ - 1405 هـ / 1982 - 1985)           | | |
| 15            |  | محمد سيد طنطاوي           | شافعي  | من: 1406 هـ/ 1986م حتى: 1416 هـ/ 1996م      | - الدين والعلم في مواجهة المخدرات - بنوا إسرائيل في القرآن والسنة - المقاصد الإسلامية للعقوبات في الإسلام - حديث القرآن عن العواطف الإنسانية - مختارات من كتاب معاملات البنوك وأحكامها الشرعية - معاملات البنوك وأحكامها الشرعية - السرايا الحربية في العهد النبوى - أدب الحوار في الإسلام - حديث القرآن عن الرجل والمرأة - نساء تحدث عنهن القرآن - رسالة الصيام - رمضان والصيام - الصوم المقبول | - ولد بقرية سليم الشرقية في محافظة سوهاج. - حصل على الدكتوراة في الحديث والتفسير العام 1966 بتقدير ممتاز. - عُين عميدًا لكلية أصول الدين بأسيوط 1976، في عام 1980، انتقل إلى السعودية حيث عمل في المدينة المنورة كرئيس لقسم التفسير في كلية الدراسات العليا بالجامعة الإسلامية، ثم عين مفتيًا للديار المصرية في 28 أكتوبر 1986، ثم شيخًا للأزهر في 27 مارس 1996 حتى وفاته. - دفن بالبقيع في المدينة المنورة، المملكة العربية السعودية. |
| 16            |  | نصر فريد واصل             |        | (1416 هـ - 1422 هـ / 1996 - 2002)           | | - ولد بقرية ميت بدر حلاوة، مركز سمنود،محافظة الغربية، مصر. - عمل في النيابة العامة، ثم حصل على الدكتوراه في الفقه المقارن عام 1972، ثم أصبح مدرسًا، ثم أستاذًا بقسم الفقه بجامعة الأزهر. - أعير كأستاذ للفقه المقارن لجامعة صنعاء، ثم لجامعتي المدينة المنورة والإمام محمد بن سعود الإسلامية بالرياض. - عُين عميدًا كلية الشريعة والقانون بأسيوط 1981، ثم انتدب لمنصب عميد كلية الشريعة والقانون بالدقهلية 1983. - أصدر 7378 فتوي. |
| 17            |  | أحمد الطيب                | مالكي  | من: 1422 هـ/ 2002م حتى: 1423 هـ/ 2003م      | - الجانب النقدي في فلسفة أبي البركات البغدادي. - مباحث الوجود والماهية من كتاب المواقف. - مباحث العلة والمعلول من كتاب المواقف. - مدخل لدراسة المنطق القديم. - بحوث في الفلسفة الإسلامية. - تعليق على قسم الإلهيات من كتاب تهذيب الكلام للتفتازاني. - مؤلفات ابن عربي تاريخها وتصنيفها. - الولاية والنبوة عند الشيخ محيي الدين بن عربي. - تحقيق رسالة (صحيح أدلة النقل في ماهية العقل) لأبي البركات البغدادي. | - ولد بمدينة القرنة، محافظة الأقصر، مصر. - عُين معيداً بكلية أصول الدين بالقاهرة جامعة الأزهر (1389 هـ/1969 م)، ثم مدرساً مساعداً (1391 هـ/1971 م)، ومدرساً (1397 هـ/1977 م). - عُين بدرجة أستاذاً مساعداً (1402 هـ/1982 م) ثم أستاذاً (1408 هـ/1988 م). - انتدب عميداً لكلية الدراسات الإسلامية والعربية للبنين بقنا (1411 هـ/1990 م - 1421 هـ/1991 م). - انتدب عميداً لكلية الدراسات الإسلامية والعربية (بنين) بأسوان (1416 هـ/1995 م). - عُيّن عميداً لكلية أصول الدين بالجامعة الإسلامية العالمية بباكستان ( 1419 هـ/ 1999 م - 1420 هـ/2000 م). - عُين رئيساً لجامعة الأزهر (1424 هـ/2003 هـ - 1431 هـ/2010 م). |
| 18            |  | علي جمعة                  |        | (1423 هـ - 1434 هـ / 2003 - 11 فبراير 2013) | - قضية المصطلح. - شرح تعريف القياس. - المصطلح الأصولي والتطبيق على تعريف القياس. - أثر ذهاب المحل في الحكم. - قضية تجديد أصول الفقه. - الحكم الشرعي عند الأصوليين. - الإجماع عند الأصوليين. - علاقة أصول الفقه بالفلسفة. - المصطلح الأصولي ومشكلة المفاهيم. | - ولد بمدينة بني سويف، محافظة بني سويف، مصر. - عُين عضواً بمجمع البحوث الإسلامية التابع لالجامع الأزهر (2004 م - حتى الآن) - أصبح المشرف العام على الجامع الأزهر (1999 م - 2013 م). - عُين عضواً بلجنة الفتوى بالجامع الأزهر (1995 م - 1997 م). - حصل على دكتوراه في أصول الفقه من كلية الشريعة والقانون من جامعة الأزهر (1988م). - حصل على ماجستير في أصول الفقه من كلية الشريعة والقانون من جامعة الأزهر 1985 بتقدير ممتاز. - حصل على ليسانس من كلية الدراسات الإسلامية والعربية من جامعة الأزهر (1979). |
| 19            |  | شوقي إبراهيم علام         | مالكي  | (1434 هـ / 11 فبراير 2013)                  | - محاضرات في فقه العبادات (فقه الحج والعمرة). - مبادئ علم الميراث. - الموجز في قواعد الفقه الكلية. - محاضرات في فقه المعاملات، دراسة لبعض عقود المعاملات المالية في الفقه الإسلامي. - محاضرات في فرق عقد النكاح، دراسة مقارنة في الفقه الإسلامي وما عليه قانون الأحوال الشخصية العماني. - محاضرات في النظام القضائي في الفقه الإسلامي مقارنًا بقانون السلطة القضائية العماني. - محاضرات في الفقه المالكي لطلبة الفرقة الثانية بكلية الشريعة والقانون بطنطا. - دروس في فقه الأحوال الشخصية. - فتاوى وأحكام المرأة في الإسلام. | - ولد بقرية زاوية أبو شوشة، محافظة البحيرة، مصر. - أصبح أول مفتي منتخب بعد تعديلات قانون الأزهر. - عُين رئيساً المجلس الأعلى للأمانة العامة لدور وهيئات الإفتاء في العالم في 2015. - أصبح رئيساً لقسم الفقه بكلية الشريعة والقانون بطنطا (2012 م - 2013 م) - انتدب إلى معهد العلوم الشرعية بسلطنة عمان من (2001 م - 2010 م) |
| 20            |  | نظير محمد عياد            |        | 1446هـ / 11 أغسطس 2024                      | أثرى المجلات العلمية بالكثير من المؤلفات، التي تزيد عن ثلاثين مؤلفًا في عدة تخصصات، كـ علم الكلام، الفلسفة والمنطق، الفرق والمذاهب والأديان، التصوف، وبعض العلوم والفنون الأخرى. | · ولد في قرية إبشان التابعة لمركز بيلا في كفر الشيخ، حصل على ليسانس أصول الدين في العقيدة والفلسفة في مايو عام 1995، ثم حصل على الماجستير في أصول الدين تخصص العقيدة والفلسفة عام 2000، ثم الدكتوراة بمرتبة الشرف الأولى عام 2003. · ترقى «عياد» في التسلسل الأكاديمي حيث عمل كمعيد ثم مدرس مساعد ثم مدرس ثم أستاذ مساعد في كلية أصول الدين جامعة المنصورة، حتى انتقل منها إلى كلية الدراسات الإسلامية والعربية للبنات بكفرالشيخ فرع جامعة ليعمل كأستاذ مساعد بقسم العقيدة والفلسفة ثم حصل على الأستاذية عام 2016، ثم يُعين بعدها أمينًا عامًا لمجمع البحوث الإسلامية. · كان له العديد من المهام والأنشطة الأخرى، منها عضويته بالمنظمة العالمية لخريجي الأزهر، وعضويته باللجنة النقابية للعاملين بالبحث العلمي بالأزهر الشريف، وعضويته ببيت العائلة المصرية، وفريق حماية البيئة ومكافحة الإدمان بوزارة الشباب. |